# Lista de espécies de Lactarius
O gênero Lactarius possui cerca de 450 espécies distribuídas pelo planeta. Provavelmente a mais conhecida e mais consumida é a Lactarius deliciosus.

## Legenda
| Nome          | O nome binomial da espécie de Lactarius. |
| Autor         | O autor do nome científico, ou seja, a pessoa que primeiro descreveu a espécie usando um nome científico válido, eventualmente combinado com aquele que a colocou no gênero Lactarius. |
| Ano           | O ano no qual a espécie foi nomeada ou transferida para o gênero Lactarius. |
| Classificação | O primeiro é sempre o subgênero, depois a seção, e em seguida subseção (caso a seção seja subdividida).                                                                                |
| Distribuição  | A distribuição da espécie. |

## Espécies
| Nome da espécie                 | Autor                               | Ano  | Classificação                  | Distribuição                              | Imagem |
| ------------------------------- | ----------------------------------- | ---- | ------------------------------ | ----------------------------------------- | ------ |
| Lactarius abbotanus             | K.Das & J.R.Sharma                  | 2003 | Piperites Scrobiculati         | Índia                                     |        |
| Lactarius acerrimus             | Britzelm.                           | 1893 | Piperites Zonarii              | Europa                                    |        |
| Lactarius acicularis            | Van de Putte & Verbeken             | 2010 | Lactifluus Dulces              | Tailândia                                 |        |
| Lactarius acris                 | (Bolton) Gray                       | 1821 | Plinthogalus Plinthogali       | Europa                                    |        |
| Lactarius acrissimus            | Verbeken & Van Rooij                | 2003 |                                | Benin                                     |        |
| Lactarius acutus                | R.Heim                              | 1955 |                                | Guiné, Guiné francesa                     |        |
| Lactarius adhaerens             | R.Heim                              | 1938 |                                | Madagascar                                |        |
| Lactarius adscitus              | Britzelm.                           | 1885 |                                |                                           |        |
| Lactarius adustus               | Rick                                | 1938 |                                | Brasil                                    |        |
| Lactarius affinis               | Peck                                | 1872 | Russularia Triviales           | América do Norte                          |        |
| Lactarius agglutinatus          | Burl.                               | 1908 |                                | América do Norte                          |        |
| Lactarius alachuanus            | Murrill                             | 1938 |                                | América do Norte                          |        |
| Lactarius albocarneus           | Britzelm.                           | 1895 | Piperites Glutinosi Pallidini  | Europa                                    |        |
| Lactarius albolutescens         | Thiers                              | 1957 |                                | América do Norte                          |        |
| Lactarius allochrous            | Singer                              | 1948 |                                | América do Norte                          |        |
| Lactarius alnicola              | A.H.Sm.                             | 1960 | Piperites Scrobiculati         | América do Norte                          |        |
| Lactarius alpinus               | Peck                                | 1875 |                                | América do Norte                          |        |
| Lactarius amazonensis           | Singer                              | 1983 |                                | Brasil                                    |        |
| Lactarius angustifolius         | Hesler & A.H.Sm.                    | 1979 |                                | América do Norte                          |        |
| Lactarius annulatoangustifolius | (Beeli) Buyck                       | 1989 |                                | África                                    |        |
| Lactarius annulifer             | Singer                              | 1983 |                                | Brasil                                    |        |
| Lactarius aquizonatus           | Kytöv.                              | 1984 | Piperites Zonarii Scrobiculati | Europa                                    |        |
| Lactarius arcuatus              | Murrill                             | 1941 |                                | América do Norte                          |        |
| Lactarius areolatus             | Hesler & A.H.Sm.                    | 1979 |                                | América do Norte                          |        |
| Lactarius argillaceifolius      | Hesler & A.H.Sm.                    | 1979 | Tristes Pseudomyxacium         |                                           |        |
| Lactarius aroostookensis        | Hesler & A.H.Sm.                    | 1979 |                                | América do Norte                          |        |
| Lactarius aspideoides           | Kühner                              | 1975 | Piperites Aspideini            |                                           |        |
| Lactarius aspideus              | (Fr.) Fr.                           | 1838 | Piperites Uvidi Aspideini      | Europa                                    |        |
| Lactarius atrobadius            | Hesler & A.H.Sm.                    | 1979 |                                | América do Norte                          |        |
| Lactarius atroolivaceus         | Hesler & A.H.Sm.                    | 1979 |                                | América do Norte                          |        |
| Lactarius atrovelutinus         | J.Z.Ying                            | 1991 | Gerardii                       | China                                     |        |
| Lactarius atroviridis           | Peck                                | 1889 |                                | América do Norte                          |        |
| Lactarius aurantiacus           | (Pers.) Gray                        | 1821 | Russularia                     | Europa                                    |        |
| Lactarius aurantiifolius        | Verbeken                            | 1996 |                                | África                                    |        |
| Lactarius auriolla              | Kytöv.                              | 1984 | Scrobiculati                   | Europa                                    |        |
| Lactarius ausablensis           | Hesler & A.H.Sm.                    | 1979 |                                | América do Norte                          |        |
| Lactarius austrovolemus         | Hongo                               | 1973 |                                | Nova Guiné                                |        |
| Lactarius azonites              | (Bull.) Fr.                         | 1838 | Plinthogalus Plinthogali       | Europa                                    |        |
| Lactarius badiopallescens       | Hesler & A.H.Sm.                    | 1979 |                                | América do Norte                          |        |
| Lactarius badiosanguineus       | Kühner & Romagn.                    | 1954 |                                | França                                    |        |
| Lactarius barrowsii             | Hesler & A.H.Sm.                    | 1979 | Lactarius                      | América do Norte                          |        |
| Lactarius bertillonii           | (Neuhoff ex Z.Schaef.) Bon          | 1980 | Lactariopsis Albati            | Europa                                    |        |
| Lactarius bicolor               | Massee                              | 1914 | Gerardii                       | Ásia, América do Norte                    |        |
| Lactarius blennius              | (Fr.) Fr.                           | 1838 | Piperites Glutinosi Pyrogalini | Europa                                    |        |
| Lactarius brunneoviolaceus      | M.P.Christ                          | 1941 | Piperites Uvidi Uvidini        | Europa                                    |        |
| Lactarius bryophilus            | Peck                                | 1910 |                                | América do Norte                          |        |
| Lactarius caeruleitinctus       | Murrill                             | 1939 |                                | América do Norte                          |        |
| Lactarius caespitosus           | Hesler & A.H.Sm.                    | 1979 |                                | América do Norte                          |        |
| Lactarius californiensis        | Hesler & A.H.Sm.                    | 1979 |                                | América do Norte                          |        |
| Lactarius camphoratus           | (Bull.) Fr.                         | 1838 | Russularia Olentes             | Europa                                    |        |
| Lactarius carbonicola           | A.H.Sm.                             | 1960 |                                | América do Norte                          |        |
| Lactarius carminascens          | Hesler & A.H.Sm.                    | 1979 |                                | América do Norte                          |        |
| Lactarius carolinensis          | Hesler                              | 1960 |                                | América do Norte                          |        |
| Lactarius cascadensis           | Hesler & A.H.Sm.                    | 1979 |                                | América do Norte                          |        |
| Lactarius chelidonium           | Peck                                | 1872 | Lactarius                      | América do Norte                          |        |
| Lactarius chromospermus         | Pegler                              | 1982 |                                | Africa                                    |        |
| Lactarius chrysorrheus          | Fr.                                 | 1838 | Piperites Zonarii Croceini     | Europa, América do Norte                  |        |
| Lactarius cilicioides           | (Fr.) Fr.                           | 1838 |                                |                                           |        |
| Lactarius cinereobrunneus       | Stubbe & Verbeken                   | 2008 | Plinthogali                    | Malásia                                   |        |
| Lactarius cinereus              | Peck                                | 1872 |                                | América do Norte                          |        |
| Lactarius circellatus           | Fr.                                 | 1838 | Piperites Glutinosi Pyrogalini | Europa                                    |        |
| Lactarius citriolens            | Pouzar                              | 1968 | Scrobiculati                   | Europa                                    |        |
| Lactarius clarkeae              | Cleland                             | 1927 |                                | Austrália                                 |        |
| Lactarius clelandii             | Grgur.                              | 1997 |                                | Austrália                                 |        |
| Lactarius cocosiolens           | Methven                             | 1985 |                                | América do Norte                          |        |
| Lactarius cocosmus              | Van de Putte & De Kesel             | 2009 |                                | Togo                                      |        |
| Lactarius cognoscibilis         | Beardslee & Burl.                   | 1940 |                                | América do Norte                          |        |
| Lactarius coleopteris           | Coker                               | 1918 |                                | América do Norte                          |        |
| Lactarius colorascens           | Peck                                | 1905 |                                | América do Norte                          |        |
| Lactarius controversus          | Pers.                               | 1800 | Piperites Zonarii              | Europa                                    |        |
| Lactarius cordovaensis          | Hesler & A.H.Sm.                    | 1979 |                                | América do Norte                          |        |
| Lactarius cretaceus             | Stubbe & Verbeken                   | 2008 | Plinthogali                    | Malásia                                   |        |
| Lactarius crocatus              | Van de Putte & Verbeken             | 2010 | Lactifluus Dulces              | Tailândia                                 |        |
| Lactarius croceus               | Burl.                               | 1908 |                                | América do Norte                          |        |
| Lactarius cyanescens            | Stubbe, Verbeken & Watling          | 2007 |                                | Malásia                                   |        |
| Lactarius cyathuliformis        | Bon                                 | 1978 | Russularia Tabidi              | Europa                                    |        |
| Lactarius deceptivus            | Peck                                | 1885 | Lactifluus Albati              |                                           |        |
| Lactarius decipiens             | Quél.                               | 1886 | Russularia                     | Europa                                    |        |
| Lactarius delicatus             | Burl.                               | 1908 | Piperites Scrobiculati         | América do Norte                          |        |
| Lactarius deliciosus            | (L.) Gray                           | 1821 | Piperites Deliciosi/Dapetes    | Hemisfério Norte, Austrália               |        |
| Lactarius depressus             | Hesler & A.H.Sm.                    | 1979 |                                | América do Norte                          |        |
| Lactarius desideratus           | Verbeken & Stubbe                   | 2008 |                                | Camarões                                  |        |
| Lactarius deterrimus            | Gröger                              | 1968 | Piperites Deliciosi/Dapetes    | Europa                                    |        |
| Lactarius dewevrei              | Douanla-Meli                        | 2009 |                                | Camarões                                  |        |
| Lactarius dispersus             | Hesler & A.H.Sm.                    | 1979 |                                | América do Norte                          |        |
| Lactarius distantifolius        | Van de Putte, Stubbe & Verbeken     | 2010 | Lactifluus Dulces              | Tailândia                                 |        |
| Lactarius dryadophilus          | Kühner                              | 1975 | Piperites Glutinosi Aspideini  | Europa                                    |        |
| Lactarius dunfordii             | Hesler & A.H.Sm.                    | 1979 |                                | América do Norte                          |        |
| Lactarius duplicatus            | A.H.Sm.                             | 1960 | Russularia                     | Europa, América do Norte                  |        |
| Lactarius eburneus              | Thiers                              | 1957 |                                | América do Norte                          |        |
| Lactarius echinatus             | Thiers                              | 1957 |                                | América do Norte                          |        |
| Lactarius eucalypti             | O.K.Mill. & R.N. Hilton             | 1987 |                                | Austrália                                 |        |
| Lactarius evosmus               | Kühner & Romagn.                    | 1954 | Piperites Zonarii              | Europa                                    |        |
| Lactarius fallax                | A.H.Sm. & Hesler                    | 1962 | Plinthogalus                   |                                           |        |
| Lactarius fennoscandicus        | Verbeken & Vesterh.                 | 1998 | Piperites Deliciosi/Dapetes    | Europa                                    |        |
| Lactarius ferrugineifolius      | Stubbe & Verbeken                   | 2008 | Plinthogali                    | Malásia                                   |        |
| Lactarius flavidus              | Boud.                               | 1887 | Piperites Uvidi Aspideini      | Europa                                    |        |
| Lactarius flavoaspideus         | Kytöv.                              | 2009 |                                | Finlândia                                 |        |
| Lactarius flavopalustris        | Kytöv.                              | 2009 |                                | Finlândia                                 |        |
| Lactarius flavorosescens        | Stubbe & Verbeken                   | 2008 | Plinthogali                    | Borneo, Malásia                           |        |
| Lactarius flexuosus             | (Pers.) Gray                        | 1821 | Piperites Glutinosi Pyrogalini | Europa                                    |        |
| Lactarius floridanus            | Beardslee & Burl.                   | 1940 |                                | América do Norte                          |        |
| Lactarius fluens                | Boud.                               | 1899 | Piperites Glutinosi Pyrogalini | Europa                                    |        |
| Lactarius fragilis              | (Burl.) Hesler & A.H.Sm.            | 1979 | Russularia Thejogali           |                                           |        |
| Lactarius frustratus            | Hesler & A.H.Sm.                    | 1979 |                                | América do Norte                          |        |
| Lactarius fuliginellus          | A.H.Sm. & Hesler                    | 1962 |                                | América do Norte                          |        |
| Lactarius fuliginosus           | (Krapf) Fr.                         | 1838 | Plinthogalus Plinthogali       | Europa                                    |        |
| Lactarius fulvissimus           | Romagn.                             | 1954 | Russularia                     | Europa                                    |        |
| Lactarius fulvus                | Stubbe & Verbeken                   | 2008 | Plinthogali                    | Malásia                                   |        |
| Lactarius fumeacolor            | Burl.                               | 1945 |                                | América do Norte                          |        |
| Lactarius fumosus               | Peck                                | 1872 | Plinthogalus Fumosi            | América do Norte                          |        |
| Lactarius furcatus              | Coker                               | 1918 |                                | América do Norte                          |        |
| Lactarius fuscoolivaceus        | Hesler & A.H.Sm.                    | 1979 |                                | América do Norte                          |        |
| Lactarius gerardii              | Peck                                | 1873 | Gerardii                       | América do Norte                          |        |
| Lactarius glaucescens           | Crossl.                             | 1900 | Lactarius                      | Europa, América do Norte                  |        |
| Lactarius glutigriseus          | V.L. Wells & Kempton                | 1974 |                                | América do Norte                          |        |
| Lactarius glutinosus            | Sumst.                              | 1941 |                                | América do Norte                          |        |
| Lactarius glyciosmus            | (Fr.) Fr.                           | 1838 | Piperites Colorati Coloratini  | Europa, América do Norte                  |        |
| Lactarius gossypinus            | Hesler & A.H.Sm.                    | 1979 |                                | América do Norte                          |        |
| Lactarius griseus               | Peck                                | 1873 |                                | América do Norte                          |        |
| Lactarius hatsudake             | Nobuj. Tanaka                       | 1890 |                                | Ásia                                      |        |
| Lactarius heimii                | Verbeken                            | 1996 |                                | Burundi                                   |        |
| Lactarius helvus                | (Fr.) Fr.                           | 1838 | Piperites Colorati Coloratini  | Europa, América do Norte                  |        |
| Lactarius hepaticus             | Plowr.                              | 1905 | Russularia                     | Europa, América do Norte                  |        |
| Lactarius hibbardae             | Peck                                | 1908 |                                | América do Norte                          |        |
| Lactarius highlandensis         | Hesler & A.H.Sm.                    | 1979 |                                | América do Norte                          |        |
| Lactarius horakii               | Nuytinck & Verbeken                 | 2006 |                                | Indonesia                                 |        |
| Lactarius hygrophoroides        | Berk. & M.A.Curtis                  | 1859 |                                | América do Norte                          |        |
| Lactarius hysginoides           | Korhonen & T. Ulvinen               | 1985 | Piperites Glutinosi Trivialini | Europa                                    |        |
| Lactarius hysginus              | (Fr.) Fr.                           | 1838 | Piperites Glutinosi Pallidini  | Europa, América do Norte                  |        |
| Lactarius illyricus             | Piltaver                            | 1992 |                                | Eslovênia                                 |        |
| Lactarius imbricatus            | M.X.Zhou & H.A.Wen                  | 2008 |                                | Tibet                                     |        |
| Lactarius imperceptus           | Beardslee & Burl.                   | 1940 |                                | América do Norte                          |        |
| Lactarius incarnatozonatus      | Hesler & A.H.Sm.                    | 1979 |                                | América do Norte                          |        |
| Lactarius indigo                | (Schwein.) Fr.                      | 1838 | Lactarius                      | América do Norte, Ásia, América Central   |        |
| Lactarius intermedius           | (Krombholz) Berkeley & Broome       | 1881 |                                | Europa                                    |        |
| Lactarius kabansus              | Pegler & Piearce                    | 1980 |                                | Zâmbia                                    |        |
| Lactarius kauffmanii            | Hesler & A.H.Sm.                    | 1979 |                                | América do Norte                          |        |
| Lactarius lacunarum             | (Romagn.) ex Hora                   | 1960 | Russularia                     | Europa                                    |        |
| Lactarius lamprocystidiatus     | Verbeken & E.Horak                  | 2000 |                                | Papua Nova Guiné                          |        |
| Lactarius lanceolatus           | O.K.Mill. & Laursen                 | 1973 | Russularia                     | Europa, América do Norte                  |        |
| Lactarius lanuginosus           | Burl.                               | 1908 |                                | América do Norte                          |        |
| Lactarius lazulinus             | Stubbe, Verbeken & Watling          | 2007 |                                | Malásia                                   |        |
| Lactarius lentus                | Coker                               | 1918 |                                | América do Norte                          |        |
| Lactarius lepidotus             | Hesler & A.H.Sm.                    | 1979 |                                | Europa, América do Norte                  |        |
| Lactarius leonis                | Kytöv.                              | 1984 | Scrobiculati                   | Europa                                    |        |
| Lactarius lignyotellus          | A.H.Sm. & Hesler                    | 1962 |                                | América do Norte                          |        |
| Lactarius lignyotus             | Fr.                                 | 1855 | Plinthogalus Plinthogali       | Europa, América do Norte                  |        |
| Lactarius lilacinus             | (Lasch) Fr.                         | 1838 | Piperites Colorati Coloratini  | Europa                                    |        |
| Lactarius limacinus             | Beardslee & Burl.                   | 1940 |                                | América do Norte                          |        |
| Lactarius longipilus            | Van de Putte, Le & Verbeken         | 2010 | Lactifluus Dulces              | Tailândia                                 |        |
| Lactarius louisii               | Homola                              | 1976 |                                | América do Norte                          |        |
| Lactarius luculentus            | Burl.                               | 1936 |                                | América do Norte                          |        |
| Lactarius luridus               | (Pers.) Gray                        | 1821 | Piperites Uvidi Uvidini        | Europa                                    |        |
| Lactarius luteocanus            | Hesler & A.H.Sm.                    | 1979 |                                | América do Norte                          |        |
| Lactarius luteolus              | Peck                                | 1896 |                                | América do Norte                          |        |
| Lactarius mackinawensis         | Hesler & A.H.Sm.                    | 1979 |                                | América do Norte                          |        |
| Lactarius maculatipes           | Burl.                               | 1942 |                                | América do Norte                          |        |
| Lactarius maculatus             | Peck                                | 1888 |                                | América do Norte                          |        |
| Lactarius maculosus             | Murrill                             | 1916 |                                | América do Norte                          |        |
| Lactarius madagascariensis      | Verbeken & Buyck                    | 2007 |                                | Madagascar                                |        |
| Lactarius mammosus              | Fr.                                 | 1838 | Piperites Colorati Coloratini  | Europa                                    |        |
| Lactarius mairei                | Malençon                            | 1939 | Piperites                      | Europa                                    |        |
| Lactarius manzanitae            | Methven                             | 1985 |                                | América do Norte                          |        |
| Lactarius mea                   | Grgur.                              | 1997 |                                | Austrália                                 |        |
| Lactarius midlandensis          | Hesler & A.H.Sm.                    | 1979 |                                | América do Norte                          |        |
| Lactarius minusculus            | Burl.                               | 1907 |                                | América do Norte                          |        |
| Lactarius mirabilis             | Stubbe, Verbeken & Watling          | 2007 |                                | Malásia                                   |        |
| Lactarius mitissimus            | (Fr.) Fr.                           | 1838 |                                | Europa, América do Norte                  |        |
| Lactarius mordax                | Thiers                              | 1957 |                                | América do Norte                          |        |
| Lactarius moschatus             | Hesler & A.H.Sm.                    | 1979 |                                | América do Norte                          |        |
| Lactarius mucidus               | Burl.                               | 1908 |                                | América do Norte                          |        |
| Lactarius muscicola             | Hesler & A.H.Sm.                    | 1979 |                                | América do Norte                          |        |
| Lactarius musteus               | Fr.                                 | 1838 | Piperites Glutinosi Pallidini  | Europa                                    |        |
| Lactarius mutabilis             | Peck                                | 1890 |                                | América do Norte                          |        |
| Lactarius nanus                 | J.Favre                             | 1955 | Piperites Glutinosi Trivialini | Europa                                    |        |
| Lactarius neotabidus            | A.H.Sm.                             | 1983 |                                | América do Norte                          |        |
| Lactarius neuhoffii             | Hesler & A.H.Sm.                    | 1979 |                                | América do Norte                          |        |
| Lactarius nimkeae               | Hesler & A.H.Sm.                    | 1979 |                                | América do Norte                          |        |
| Lactarius nodosicystidiosus     | Verbeken & Buyck                    | 2007 |                                | Madagascar                                |        |
| Lactarius obscuratus            | Romagn.                             | 1974 | Russularia Tabidi              | Europa, América do Norte                  |        |
| Lactarius occidentalis          | A.H.Sm.                             | 1960 |                                | América do Norte                          |        |
| Lactarius ochrogalactus         | Hayisha                             | 2006 | Gerardii                       | Japão                                     |        |
| Lactarius oculatus              | (Peck) Burl.                        | 1907 |                                | América do Norte                          |        |
| Lactarius olivaceobrunneus      | Hesler                              | 1979 |                                | América do Norte                          |        |
| Lactarius olivaceoumbrinus      | Hesler & A.H.Sm.                    | 1979 |                                | América do Norte                          |        |
| Lactarius olivinus              | Kytöv.                              | 1984 | Scrobiculati                   | Europa                                    |        |
| Lactarius olympianus            | Hesler & A.H.Sm.                    | 1979 |                                | América do Norte                          |        |
| Lactarius omphaliiformis        | Romagn.                             | 1974 | Russularia Tabidi              | Europa, América do Sul                    |        |
| Lactarius pallescens            | Hesler & A.H.Sm.                    | 1979 | Tristes Violaceo-Maculati      | América do Norte                          |        |
| Lactarius pallidiolivaceus      | Hesler & A.H.Sm.                    | 1979 |                                | América do Norte                          |        |
| Lactarius pallidior             | Stubbe & Verbeken                   | 2008 | Plinthogali                    | Malásia                                   |        |
| Lactarius pallidus              | Pers.                               | 1797 | Piperites Glutinosi Pallidini  | Europa                                    |        |
| Lactarius paludinellus          | Peck                                | 1885 |                                | América do Norte                          |        |
| Lactarius papillatus            | Stubbe & Verbeken                   | 2008 | Plinthogali                    | Malásia                                   |        |
| Lactarius paradoxus             | Beardslee & Burl.                   | 1940 | Lactarius                      | América do Norte                          |        |
| Lactarius purpureobadius        | Malençon ex Basso                   | 2009 |                                | Marrocos                                  |        |
| Lactarius parvulus              | Murrill                             | 1940 |                                | América do Norte                          |        |
| Lactarius payettensis           | A.H.Sm.                             | 1960 |                                | América do Norte                          |        |
| Lactarius peckii                | Burl.                               | 1908 |                                | América do Norte                          |        |
| Lactarius pervelutinus          | Hesler & A.H.Sm.                    | 1979 |                                | América do Norte                          |        |
| Lactarius petersenii            | Hesler & A.H.Sm.                    | 1979 | Gerardii                       | América do Norte                          |        |
| Lactarius phlebophyllus         | R.Heim                              | 1938 |                                | África                                    |        |
| Lactarius picinus               | Fr.                                 | 1838 | Plinthogalus Plinthogali       | Europa                                    |        |
| Lactarius pilatii               | Z.Schaef.                           | 1968 | Piperites Glutinosi Pyrogalini | Europa                                    |        |
| Lactarius pinckneyensis         | Hesler & A.H.Sm.                    | 1979 |                                | América do Norte                          |        |
| Lactarius pinguis               | Van de Putte & Verbeken             | 2010 | Lactifluus Dulces              | Tailândia                                 |        |
| Lactarius piperatus             | (L.) Pers.                          | 1797 | Lactarius                      | Europa, América do Norte                  |        |
| Lactarius porninsis             | Rolland                             | 1889 | Piperites Zonarii              | Europa                                    |        |
| Lactarius praezonatus           | Murrill                             | 1943 |                                | América do Norte                          |        |
| Lactarius proximellus           | Beardslee & Burl.                   | 1940 |                                | América do Norte                          |        |
| Lactarius psammicola            | A.H.Sm.                             | 1941 |                                | América do Norte                          |        |
| Lactarius pseudoaffinis         | Hesler & A.H.Sm.                    | 1979 |                                | América do Norte                          |        |
| Lactarius pseudoaspideus        | Hesler & A.H.Sm.                    | 1979 |                                | América do Norte                          |        |
| Lactarius pseudodeceptivus      | Hesler & A.H.Sm.                    | 1979 |                                | América do Norte                          |        |
| Lactarius pseudodelicatus       | A.H.Sm.                             | 1960 |                                | América do Norte                          |        |
| Lactarius pseudodeliciosus      | Beardslee & Burl.                   | 1940 |                                | América do Norte                          |        |
| Lactarius pseudoflexuosus       | Hesler & A.H.Sm.                    | 1979 |                                | América do Norte                          |        |
| Lactarius pseudogerardii        | Hesler & A.H.Sm.                    | 1979 |                                | América do Norte                          |        |
| Lactarius pseudomaculatus       | Hesler & A.H.Sm.                    | 1979 |                                | América do Norte                          |        |
| Lactarius pseudomucidus         | Hesler & A.H.Sm.                    | 1979 |                                | América do Norte                          |        |
| Lactarius pseudouvidus          | Kühner                              | 1975 | Piperites Uvidi Uvidini        | Europa                                    |        |
| Lactarius pterosporus           | Romagn.                             | 1949 | Plinthogalus Plinthogali       | Europa                                    |        |
| Lactarius pyrogalus             | (Bull.) Fr.                         | 1838 | Piperites Glutinosi Pyrogalini | Europa, América do Norte                  |        |
| Lactarius pubescens             | Fr.                                 | 1838 | Piperites                      | Europa, América do Norte                  |        |
| Lactarius pungens               | Hesler & A.H.Sm.                    | 1979 |                                | América do Norte                          |        |
| Lactarius purpureoechinatus     | Hesler & A.H.Sm.                    | 1979 |                                | América do Norte                          |        |
| Lactarius quercuum              | Singer                              | 1963 |                                | Bolívia                                   |        |
| Lactarius quieticolor           | Romagn.                             | 1958 | Piperites Deliciosi/Dapetes    | Europa                                    |        |
| Lactarius quietus               | (Fr.) Fr.                           | 1838 | Russularia                     | Europa, América do Norte                  |        |
| Lactarius repraesentaneus       | Britzelm.                           | 1885 | Piperites Uvidi Aspideini      | Europa, América do Norte                  |        |
| Lactarius resimus               | (Fr.) Fr.                           | 1838 | Scrobiculati                   | Europa, América do Norte                  |        |
| Lactarius reticulatovenosus     | Verbeken & E.Horak                  | 2002 | Gerardii                       | Indonesia                                 |        |
| Lactarius rimosellus            | Peck                                | 1906 |                                | América do Norte                          |        |
| Lactarius riparius              | Methven                             | 1985 |                                | América do Norte                          |        |
| Lactarius romagnesii            | Bon                                 | 1979 | Plinthogalus Plinthogali       | Europa                                    |        |
| Lactarius roseozonatus          | (H.Post) Britzelm.                  | 1885 | Piperites Glutinosi Pyrogalini | Europa                                    |        |
| Lactarius rostratus             | Heilm.-Claus.                       | 1998 | Russularia Olentes             | Europa                                    |        |
| Lactarius rubidus               | (Hesler & A.H.Sm.) Methven          | 1997 |                                | América do Norte                          |        |
| Lactarius rubrilacteus          | Hesler & A.H.Sm.                    | 1979 | Lactarius                      | América do Norte                          |        |
| Lactarius rubrocinctus          | Fr.                                 | 1863 | Russularia Tabidi              | Europa                                    |        |
| Lactarius rubroviolascens       | R.Heim                              | 1938 |                                | Madagascar                                |        |
| Lactarius rufulus               | Peck                                | 1907 | Russularia Thejogali           | América do Norte                          |        |
| Lactarius rufus                 | (Scop.) Fr.                         | 1838 | Piperites Colorati Rufini      | Europa, América do Norte                  |        |
| Lactarius ruginosus             | Romagn.                             | 1957 | Plinthogalus Plinthogali       | Europa, América do Norte                  |        |
| Lactarius rupestris             | Wartchow                            | 2010 |                                | Brasil                                    |        |
| Lactarius salicis-herbaceae     | Kühner                              | 1975 | Piperites Uvidi Aspideini      | Europa                                    |        |
| Lactarius salicis-reticulatae   | Kühner                              | 1975 | Piperites Uvidi Aspideini      | Europa                                    |        |
| Lactarius salmoneus             | Peck                                | 1898 | Lactarius                      | América do Norte                          |        |
| Lactarius salmonicolor          | R.Heim & Leclair                    | 1953 | Lactarius                      | Europa, América do Norte                  |        |
| Lactarius sanguifluus           | (Paulet) Fr.                        | 1838 | Piperites Deliciosi/Dapetes    | Europa                                    |        |
| Lactarius sanmiguelensis        | Hesler & A.H.Sm.                    | 1979 |                                | América do Norte                          |        |
| Lactarius scoticus              | Berk. & Broome                      | 1879 | Piperites                      | Europa                                    |        |
| Lactarius scrobiculatus         | (Scop.) Fr.                         | 1838 | Scrobiculati                   | Europa, América do Norte                  |        |
| Lactarius semisanguifluus       | R.Heim & Leclair                    | 1950 | Piperites Deliciosi/Dapetes    | Europa                                    |        |
| Lactarius sepiaceus             | McNabb                              | 1971 | Gerardii                       | Nova Zelândia                             |        |
| Lactarius serifluus             | (DC.) Fr.                           | 1838 | Russularia Olentes             | Europa                                    |        |
| Lactarius similis               | Hesler & A.H.Sm.                    | 1979 |                                | América do Norte                          |        |
| Lactarius speciosus             | (J.E.Lange) Romagn.                 | 1957 |                                | América do Norte                          |        |
| Lactarius sphagneti             | (Fr.) Neuhoff                       | 1956 | Russularia                     | Europa                                    |        |
| Lactarius spinosulus            | Quél.                               | 1880 | Piperites                      | Europa                                    |        |
| Lactarius splendens             | Hesler & A.H.Sm.                    | 1979 |                                | América do Norte                          |        |
| Lactarius subcircellatus        | Kühner                              | 1975 | Piperites Glutinosi Trivialini | Europa                                    |        |
| Lactarius subclarkeae           | Grgur.                              | 1997 |                                | Austrália                                 |        |
| Lactarius subdulcis             | (Pers.) Gray                        | 1821 | Russularia                     | Europa                                    |        |
| Lactarius subflammeus           | Hesler & A.H.Sm.                    | 1979 | Russularia                     | América do Norte                          |        |
| Lactarius subgerardii           | Hesler & A.H.Sm.                    | 1979 | Gerardii                       | América do Norte                          |        |
| Lactarius subisabellinus        | Murrill                             | 1948 |                                | América do Norte                          |        |
| Lactarius sublacustris          | Hesler & A.H.Sm.                    | 1979 |                                | América do Norte                          |        |
| Lactarius subumbonatus          | Lindgr.                             | 1845 | Russularia Olentes             | Europa                                    |        |
| Lactarius subolivaceus          | Hesler & A.H.Sm.                    | 1979 |                                | América do Norte                          |        |
| Lactarius subpaludosus          | Hesler & A.H.Sm.                    | 1979 |                                | América do Norte                          |        |
| Lactarius subpalustris          | Hesler & A.H.Sm.                    | 1979 |                                | América do Norte                          |        |
| Lactarius subplinthogalus       | Coker                               | 1918 |                                | América do Norte                          |        |
| Lactarius subpurpureus          | Peck                                | 1878 | Lactarius                      | América do Norte                          |        |
| Lactarius subserifluus          | Longyear                            | 1902 |                                | América do Norte                          |        |
| Lactarius substriatus           | A.H.Sm.                             | 1960 |                                | América do Norte                          |        |
| Lactarius subtestaceus          | Muriill                             | 1939 |                                | América do Norte                          |        |
| Lactarius subtomentosus         | Berk. & Ravenel                     | 1859 |                                | América do Norte                          |        |
| Lactarius subtorminosus         | Coker                               | 1918 |                                | América do Norte                          |        |
| Lactarius subumbrinus           | Hesler & A.H.Sm.                    | 1979 |                                | América do Norte                          |        |
| Lactarius subvellereus          | Peck                                | 1898 |                                | América do Norte                          |        |
| Lactarius subvelutinus          | Peck                                | 1904 |                                | América do Norte                          |        |
| Lactarius subvernalis           | Hesler & A.H.Sm.                    | 1960 |                                | América do Norte                          |        |
| Lactarius subviscidus           | Hesler & A.H.Sm.                    | 1979 |                                | América do Norte                          |        |
| Lactarius sumstinei             | Peck                                | 1905 |                                | América do Norte                          |        |
| Lactarius syringinus            | Z.Schaef.                           | 1956 | Piperites Glutinosi Pyrogalini | Europa                                    |        |
| Lactarius tabidus               | Fr.                                 | 1838 | Russularia Tabidi              | Europa                                    |        |
| Lactarius tephropeplis          | Hesler & A.H.Sm.                    | 1979 |                                | América do Norte                          |        |
| Lactarius tesquorum             | Malençon                            | 1979 |                                | Europa                                    |        |
| Lactarius texensis              | (A.H.Sm. & Hesler) Hesler & A.H.Sm. | 1979 |                                | América do Norte                          |        |
| Lactarius theiogalus            | (Bull.) Gray                        | 1821 |                                | América do Norte                          |        |
| Lactarius thiersii              | Hesler & A.H.Sm.                    | 1979 |                                | América do Norte                          |        |
| Lactarius tomentosomarginatus   | Hesler & A.H.Sm.                    | 1979 |                                | América do Norte                          |        |
| Lactarius torminosulus          | Knudsen & T.Borgen                  | 1996 | Piperites                      | Europa                                    |        |
| Lactarius torminosus            | (Schaeff.) Pers.                    | 1797 | Piperites                      | Europa, América do Norte                  |        |
| Lactarius trivialis             | (Fr.) Fr.                           | 1838 | Piperites Glutinosi Trivialini | Europa, América do Norte                  |        |
| Lactarius tuomikoskii           | Kytöv.                              | 1984 | Scrobiculati                   | Europa                                    |        |
| Lactarius turpis                | (Weinm.) Fr.                        | 1838 | Piperites Atroviridi           | Europa, América do Norte                  |        |
| Lactarius uapacae               | Verbeken & Stubbe                   | 2008 |                                | Camarões                                  |        |
| Lactarius umbrinopapillatus     | Hesler & A.H.Sm.                    | 1979 |                                | América do Norte                          |        |
| Lactarius utilis                | (Weinm.) Fr.                        | 1838 | Piperites Glutinosi Trivialini | Europa                                    |        |
| Lactarius uvidus                | (Weinm.) Fr.                        | 1838 | Piperites Uvidi Uvidini        | Europa, norte da África, América do Norte |        |
| Lactarius uyedae                | Singer                              | 1985 |                                | Japão                                     |        |
| Lactarius vellereus             | (Fr.) Fr.                           | 1838 | Lactariopsis Albati            | Europa, América do Norte                  |        |
| Lactarius verecundus            | Stubbe & Verbeken                   | 2008 | Plinthogali                    | Malásia                                   |        |
| Lactarius vietus                | (Fr.) Fr.                           | 1838 | Piperites Glutinosi Pyrogalini | Europa, América do Norte                  |        |
| Lactarius villosus              | Clem.                               | 1896 |                                | Estados Unidos                            |        |
| Lactarius vinaceopallidus       | Hesler & A.H.Sm.                    | 1979 |                                | América do Norte                          |        |
| Lactarius vinaceorufescens      | A.H.Sm.                             | 1960 |                                | América do Norte                          |        |
| Lactarius vinaceosporus         | Hesler & A.H.Sm.                    | 1979 |                                | América do Norte                          |        |
| Lactarius violascens            | (J.Otto) Fr.                        | 1839 | Piperites Uvidi Uvidini        | Europa                                    |        |
| Lactarius vitellinus            | Van de Putte & Verbeken             | 2010 | Lactifluus Dulces              | Tailândia                                 |        |
| Lactarius volemus               | (Fr.) Fr.                           | 1838 | Lactifluus                     | Ásia, Europa, América do Norte            |        |
| Lactarius wirrabara             | Grgur.                              | 1997 | Gerardii                       | Austrália                                 |        |
| Lactarius westii                | Murrill                             | 1940 |                                | América do Norte                          |        |
| Lactarius xanthogalactus        | Peck                                | 1907 |                                | América do Norte                          |        |
| Lactarius xanthydrorheus        | Singer                              | 1945 |                                | América do Norte                          |        |
| Lactarius yazooensis            | Hesler & A.H.Sm.                    | 1979 |                                | América do Norte                          |        |
| Lactarius zonarioides           | Kühner & Romagn.                    | 1954 | Piperites Zonarii              | Europa                                    |        |
| Lactarius zonarius              | (Bull.) Fr.                         | 1838 | Piperites Zonarii              | Europa, América do Norte                  |        |